# Jerzy Stefan Stawiński

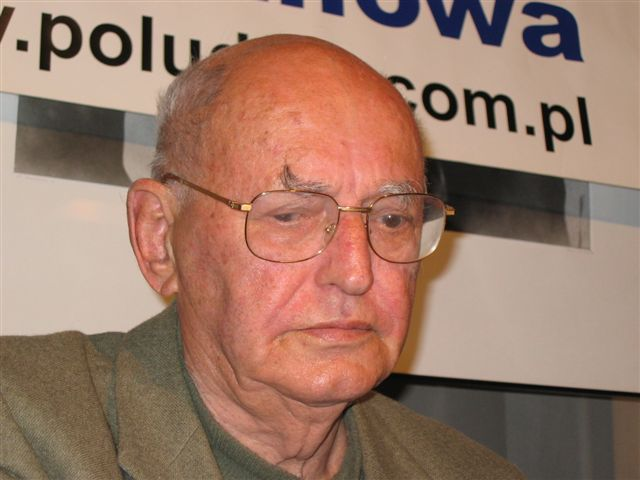
Jerzy Stefan Stawiński, Warschau, 19. September 2004

Jerzy Stefan Stawiński (* 1. Juli 1921 in Zakręt bei Warschau; † 12. Juni 2010 ebenda) war ein polnischer Schriftsteller, Drehbuchautor und Filmregisseur.

## Leben
Stawiński begann 1938 an der Universität Warschau Jura zu studieren. Als am 1. September 1939 der Zweite Weltkrieg begann, wurde er Soldat und nahm an der Verteidigung Warschaus teil. Nach der Kapitulation der polnischen Armee ging er in den Untergrund und schloss sich der polnischen Heimatarmee an. Als bereits hochdekorierter Soldat nahm er im August/September 1944 am Warschauer Aufstand teil. Während des Aufstandes geriet er in deutsche Kriegsgefangenschaft und wurde nach Deutschland verschleppt. Nach seiner Befreiung im Mai 1945 ging er nach Italien und schloss sich dem 2. Polnischen Korps an, später ging er nach England und kehrte erst 1947 nach Polen zurück. Wieder zurück in Warschau nahm er sein 1938 begonnenes Studium wieder auf und schloss es 1952 ab. Über literarische Übersetzungen fand er 1949 zur Literatur und begann in einem staatlichen Verlag zu arbeiten. 1952 gab er mit der Erzählung Licht im Nebel sein literarisches Debüt.
Zu seiner frühen Erzählung Das Geheimnis des Lokomotivführers Orzechowski schrieb er sein erstes Drehbuch, das der Regisseur Andrzej Munk mit dem Titel Der Mann auf den Schienen 1956 verfilmte. In seinem zweiten Drehbuch (ebenfalls basierend auf einer seiner Kurzgeschichten) verarbeitete er seine Erlebnisse im Warschauer Aufstand. Der Film unter dem Titel Der Kanal machte seinen Regisseur Andrzej Wajda weltberühmt. Er reiste mit Wajda und polnischen Offiziellen 1957 zu den Filmfestspielen in Cannes und der Film gewann den Spezialpreis der Jury. Stawiński bekam von französischen Filmemachern Angebote, auch für sie Drehbücher zu schreiben, da sie seine Einfälle für Fiktion hielten, er jedoch nur beschrieben hatte, was er tatsächlich erlebt hatte. Er kam diesen Angeboten nie nach, blieb aber dem polnischen Kino als Drehbuchautor und später auch als Regisseur erhalten. Außerdem arbeitete er als künstlerischer Leiter bis 1981 für mehrere polnische Filmstudios.

## Filmografie
- 1956: Der Mann auf den Schienen (Człowiek na torze)
- 1956: Der Kanal (Kanał)
- 1958: Eroica (Eroica – Symfonia bohaterska w dwóch częściach) – Regie: Andrzej Munk
- 1958: Dezerter – Regie: Witold Lesiewicz und Janusz Weychert
- 1958: Attentat (Zamach) – Regie: Jerzy Passendorfer
- 1960: Eine Geschichte von heute (Historia współczesna) – Regie: Wanda Jakubowska
- 1960: Die Kreuzritter (Krzyżacy) (nach Henryk Sienkiewicz) – Regie: Aleksander Ford
- 1960: Das schielende Glück (Zezowate szczęście) – Regie: Andrzej Munk
- 1962: Liebe mit zwanzig (L’Amour à vingt ans) – Regie der polnischen Episode: Andrzej Wajda
- 1963: Rozwodów nie będzie – Regie: Stawiński
- 1964: Pinguin (Pingwin) – Regie: Stawiński
- 1965: Wir fahren in die Stadt (Andremo in citta)
- 1966: Przedświąteczny wieczór – Regie: Stawiński
- 1967: Poczmistrz – Regie: Stanisław Lenartowicz
- 1967: Zabijaka – Regie: Stanisław Lenartowicz
- 1970: Kto wierzy w bociany?
- 1970: Pogoń za Adamem – Regie: Helena Amiradżibi-Stawińska
- 1972: Fortuna – Regie: Helena Amiradżibi-Stawińska
- 1973: Auf dem Gipfel des Ruhms (Godzina szczytu) – Regie: Stawiński
- 1973: Wielka miłość Balzaka – Regie: Wojciech Solarz
- 1974: Matyldas Geburtstag (Urodziny Matyldy) – Regie: Stawiński
- 1977: Akcja pod Arsenałem – Regie: Jan Łomnicki
- 1978: Rückfahrkarte (Bilet powrotny) – Regie: Ewa Petelska und Czesław Petelski
- 1979: Godzina „W“ – Regie: Janusz Morgenstern
- 1979: Der Vater der Königin (Ojciec królowej) – Regie: Wojciech Solarz
- 1980: Bo oszalałem dla niej – Regie: Sylwester Checiński
- 1980: Urodziny młodego warszawiaka – Regie: Ewa Petelska und Czesław Petelski
- 1984: 5 dni z życia emeryta – Regie: Edward Dziewoński
- 1988: Obywatel Piszczyk – Regie: Andrzej Kotkowski
- 1993: Straszny sen Dzidziusia Górkiewicza – Regie: Kazimierz Kutz
- 1995: Die tollkühne List des Oberst Kwiatkowski (Pułkownik Kwiatkowski)